# SHS IVc6
Die Reihe IVc6 der Eisenbahnen des SHS-Staates (SHS) ist eine bei der Maschinenfabrik Budapest konstruierte Weiterentwicklung der in großer Stückzahl gebauten 760-mm-Schmalspurdampflokomotivreihe IVa5 (jugoslawische Baureihe 83). Bei den Jugoslawischen Staatsbahnen wurde sie ab 1933 als Baureihe 85 bezeichnet.

## Geschichte

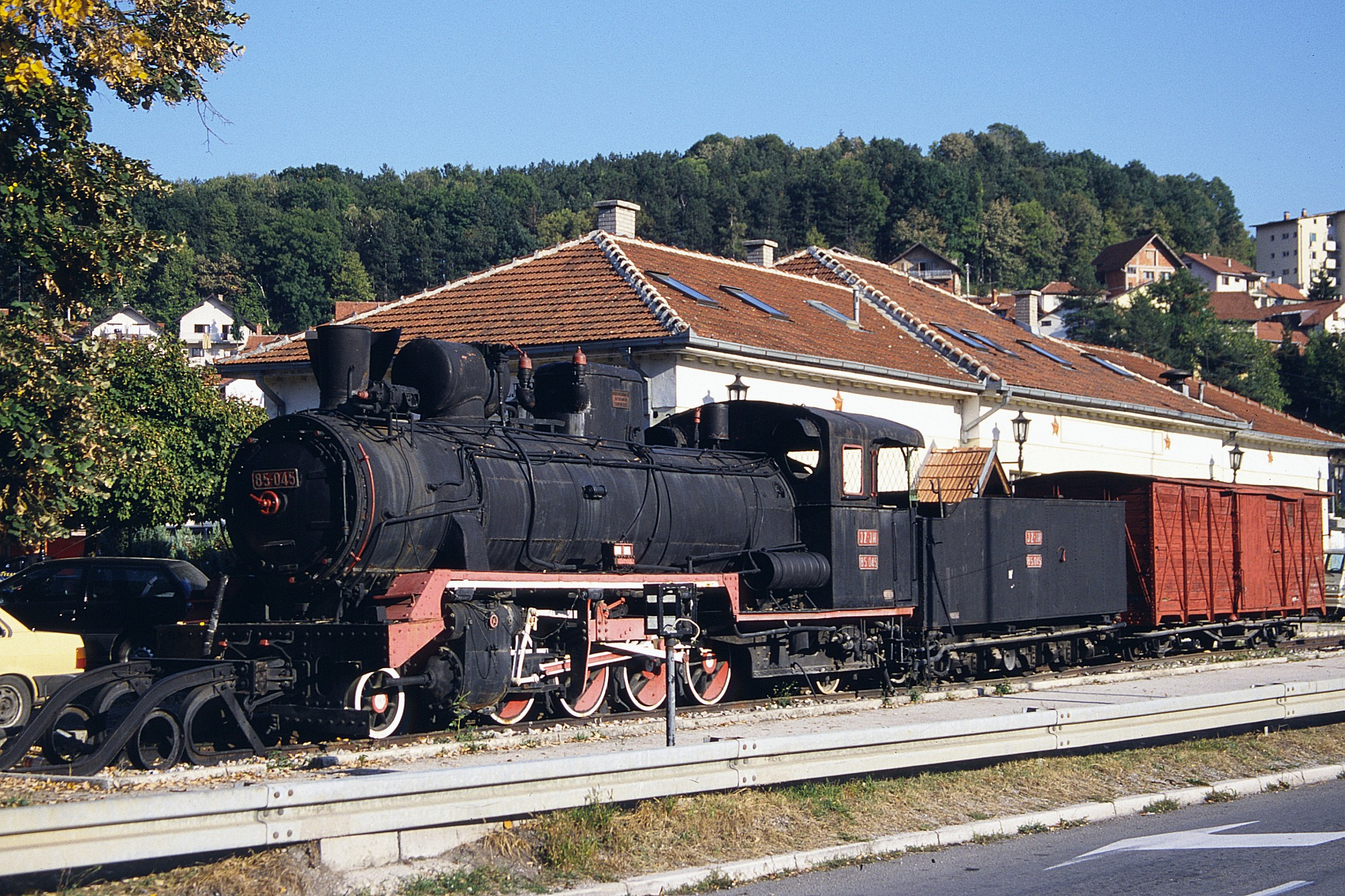
85-045 als Denkmal in Užice, an der ehemaligen Verbindung Belgrad-Sarajevo

Mit dem Schließen der Lücken im serbischen Schmalspurnetz und der Verbindung zum bosnisch-herzegowinischen Netz nach der Gründung des SHS-Staates stand eine entsprechende Beschaffung neuer Triebfahrzeuge an. Aufgrund vereinbarter Reparationslieferungen wurden unter anderem aus Ungarn vorerst 44 Lokomotiven der bewährten Reihe IVa5 geliefert und gleichzeitig ein Auftrag für die Entwicklung einer noch stärkeren Loktype erteilt, die ebenfalls eine Reparation darstellen sollte. Ein erster Entwurf auf Basis der BHStB Reihe IVa5 mit einem leicht vergrößertem Kessel und entsprechender zusätzlicher Vorlaufachse wurde aber wegen der Höchstgeschwindigkeit von nur 30 km/h von den SHS abgelehnt.
Letztendlich wurde eine 1’D1’-Lokomotive mit über 30 % größerem Kessel und einer Höchstgeschwindigkeit von 50 km/h konstruiert. 35 Exemplare dieser Bauart wurden 1930 und 1931 von der MÁVAG in Budapest ausgeliefert und erhielten noch die Bezeichnung IVc6 nach dem Bezeichnungsschema der Bosnisch-Herzegowinischen Landesbahnen. Eine Nachbauserie mit 10 Exemplaren und kleinen Änderungen lieferte 1940 die Lokomotivfabrik von Slavonski Brod (später Đuro Đaković).
Die Lokomotiven besaßen vierachsige Schlepptender mit entsprechend großen Vorräten und wurden bevorzugt im Schnellzugverkehr auf den Hauptstrecken eingesetzt, vor allem für die Langläufe von Belgrad nach Sarajevo und weiter bis Bradina oder zwischen Mostar und Dubrovnik. Wegen ihrer höheren Achslast und vor allem dem Mindestradius von 90 m waren sie aber nicht freizügig einsetzbar, was vor allem in Mostar zusätzliches Umspannen erforderte für den kurvenreichen Abschnitt bis Konjic.
Von Belgrad über Obrenovac, Lajkovac, Čačak nach Vardište und weiter über die Bosnische Ostbahn bis nach Sarajevo war dabei eine Strecke von fast 410 km zu bewältigen. Bis Bradina waren es weitere 44 km an den Beginn der 13 km langen Zahnstangenstrecke, dort musste in jedem Fall ein Lokwechsel stattfinden und in Konjic für die knapp 70 km bis Mostar ein weiterer. Von dort über die Dalmatinerbahn bis Dubrovnik betrug die Entfernung noch weitere 160 km, gesamt also knapp 700 km – durchaus beachtliche Entfernungen für den umfangreichen Schmalspurbetrieb in der Zeit zwischen 1928 und 1966.
Mitte und Ende der 1960er Jahre begann mit dem Umbau der Narentabahn auf Normalspur und der Einstellung des Abschnitts Belgrad–Užice aber der Niedergang des jugoslawischen Schmalspurnetzes. In der Folge wurden die Lokomotiven der Reihe 85 noch für ein paar Jahre vermehrt beim Güterverkehr auf der Bosnischen Ostbahn eingesetzt und erhielten zum Teil zweiachsige Tender von 83ern. Die großen Tender wurden im Gegenzug mit Maschinen der Reihe 83 auf dem Streckennetz der Dalmatinerbahn in der wasserarmen Region an der dalmatinischen Küste eingesetzt. Mit der Verkürzung der Ostbahn bis Višegrad 1974 kam dann aber auch das weitgehende Ende für die Reihe 85.

## Technische Beschreibung
Die Lokomotiven basieren auf der stückzahlreichen Reihe IVa5 der BHStB bzw. BHLB, die bei der MÁVAG schon ab 1908 bzw. 1911 gefertigt wurde. Die intern als MÁVAG-Typ 128 bezeichnete Konstruktion bekam wegen des deutlich größeren Kessels und zur besseren Spurführung bei der hohen Geschwindigkeit eine zusätzliche Vorlaufachse in einem Bisselgestell, auch die Nachlaufachse wurde nun derart geführt. Die Kuppelachsen waren alle fest im Rahmen gelagert, die zweite hatte geschwächte Spurkränze und die dritte war spurkranzlos. Mit diesem Fahrwerk waren Radien ab 90 m befahrbar. Die Nachbauserie aus Slavonski Brod bekam davon abweichend vorne ein Krauss-Helmholtz-Gestell. 
Für die Erhöhung der Geschwindigkeit wurden die Treibräder auf 1020 mm vergrößert und entsprechend der Zylinderhub verlängert, der Zylinderdurchmesser blieb gleich jenem der IVa5. Die große Rostfläche war auch für eine kalorienarme Braunkohle geeignet und passte gut zu den großen Heizflächen. Der Kesseldruck wurde auf 13 atü erhöht und der Langkessel um 600 mm verlängert. Zur Speisewasserreinigung war der in Ungarn typische Reiniger Bauart Petz-Rejtő auf dem Kesselscheitel platziert.
Im Typenblatt der JDŽ wurden lediglich 420 PSi als Leistung angegeben, also nur 20 PSi mehr als bei der IVa5 und damit komplett unplausibel. Wie auch dort passt dieser Wert absolut nicht zu den Daten der Kessel, des Triebwerks und schon gar nicht zur Belastungstafel. Tatsächlich wird die verfügbare Leistung bei etwa 750 PSi und auch noch darüber gelegen haben, sie gehörten damit zu den leistungsfähigsten Lokomotiven in diesem Spurweitenbereich.

## Verbleib
Von der Baureihe 85 ist mittlerweile nur mehr ein Exemplar erhalten geblieben, die 85-045 ist als Denkmal beim ehemaligen Schmalspurbahnhof von Užice aufgestellt.
Die 85-005 wurde nach Jahren auf einem Denkmalsockel in Čačak in den frühen 2000er Jahren ins serbische Lokomotivausbesserungswerk Šinvoz in Zrenjanin überstellt, um langfristig für den Einsatz auf der serbisch-bosnisch-herzegowinischen Museumsbahn Šarganska osmica betriebsfähig aufgearbeitet zu werden. Nachdem dieses Vorhaben nicht realisiert wurde, war sie zunächst in einer Werkshalle untergebracht und wurde bei deren Abtragung im November 2022 verschrottet.
Die 85-040 wurde nach Ende ihres Einsatzes als Denkmal bei Čapljina aufgestellt. Sie war nach dem Bosnienkrieg noch in sehr schlechtem Zustand vorhanden und wurde vermutlich in den 1990er Jahren verschrottet.

## Lokomotivliste
| Hersteller     | Fabriks- Nummer | Baujahr | SHS-Nr. bis 1933 | JDŽ-Nr. ab 1933 | Verbleib                      | ausgemustert | Anmerkung         |
| -------------- | --------------- | ------- | ---------------- | --------------- | ----------------------------- | ------------ | ----------------- |
| MÁVAG          | 5030            | 1930    | IVc6 1501        | 85-001          |                               |              |                   |
| MÁVAG          | 5031            | 1930    | IVc6 1502        | 85-002          |                               |              |                   |
| MÁVAG          | 5032            | 1930    | IVc6 1503        | 85-003          |                               |              |                   |
| MÁVAG          | 5033            | 1930    | IVc6 1504        | 85-004          |                               |              |                   |
| MÁVAG          | 5034            | 1930    | IVc6 1505        | 85-005          | Denkmal Čačak; 2006 Zrenjanin |              | 2022 verschrottet |
| MÁVAG          | 5035            | 1930    | IVc6 1506        | 85-006          |                               |              |                   |
| MÁVAG          | 5036            | 1930    | IVc6 1507        | 85-007          |                               |              |                   |
| MÁVAG          | 5037            | 1930    | IVc6 1508        | 85-008          |                               |              |                   |
| MÁVAG          | 5038            | 1930    | IVc6 1509        | 85-009          |                               |              |                   |
| MÁVAG          | 5039            | 1930    | IVc6 1510        | 85-010          |                               |              |                   |
| MÁVAG          | 5040            | 1930    | IVc6 1511        | 85-011          |                               |              |                   |
| MÁVAG          | 5041            | 1930    | IVc6 1512        | 85-012          |                               |              |                   |
| MÁVAG          | 5042            | 1930    | IVc6 1513        | 85-013          |                               |              |                   |
| MÁVAG          | 5043            | 1930    | IVc6 1514        | 85-014          |                               |              |                   |
| MÁVAG          | 5044            | 1930    | IVc6 1515        | 85-015          |                               |              |                   |
| MÁVAG          | 5045            | 1930    | IVc6 1516        | 85-016          |                               |              |                   |
| MÁVAG          | 5046            | 1930    | IVc6 1517        | 85-017          |                               |              |                   |
| MÁVAG          | 5047            | 1930    | IVc6 1518        | 85-018          |                               |              |                   |
| MÁVAG          | 5048            | 1930    | IVc6 1519        | 85-019          |                               |              |                   |
| MÁVAG          | 5049            | 1930    | IVc6 1520        | 85-020          |                               |              |                   |
| MÁVAG          | 5050            | 1930    | IVc6 1521        | 85-021          |                               |              |                   |
| MÁVAG          | 5051            | 1931    | IVc6 1522        | 85-022          |                               |              |                   |
| MÁVAG          | 5052            | 1931    | IVc6 1523        | 85-023          |                               |              |                   |
| MÁVAG          | 5053            | 1931    | IVc6 1524        | 85-024          |                               |              |                   |
| MÁVAG          | 5054            | 1931    | IVc6 1525        | 85-025          |                               |              |                   |
| MÁVAG          | 5055            | 1931    | IVc6 1526        | 85-026          |                               |              |                   |
| MÁVAG          | 5056            | 1931    | IVc6 1527        | 85-027          |                               |              |                   |
| MÁVAG          | 5057            | 1931    | IVc6 1528        | 85-028          |                               |              |                   |
| MÁVAG          | 5058            | 1931    | IVc6 1529        | 85-029          |                               |              |                   |
| MÁVAG          | 5059            | 1931    | IVc6 1530        | 85-030          |                               |              |                   |
| MÁVAG          | 5060            | 1931    | IVc6 1531        | 85-031          |                               |              |                   |
| MÁVAG          | 5061            | 1931    | IVc6 1532        | 85-032          |                               |              |                   |
| MÁVAG          | 5062            | 1931    | IVc6 1533        | 85-033          |                               |              |                   |
| MÁVAG          | 5063            | 1931    | IVc6 1534        | 85-034          |                               |              |                   |
| MÁVAG          | 5064            | 1931    | IVc6 1535        | 85-035          |                               |              |                   |
| Slavonski Brod | 23              | 1940    |                  | 85-036          |                               |              |                   |
| Slavonski Brod | 24              | 1940    |                  | 85-037          |                               |              |                   |
| Slavonski Brod | 25              | 1940    |                  | 85-038          |                               |              |                   |
| Slavonski Brod | 26              | 1940    |                  | 85-039          |                               |              |                   |
| Slavonski Brod | 27              | 1940    |                  | 85-040          | Denkmal Čapljina              |              | 199? verschrottet |
| Slavonski Brod | 28              | 1940    |                  | 85-041          |                               |              |                   |
| Slavonski Brod | 29              | 1940    |                  | 85-042          |                               |              |                   |
| Slavonski Brod | 30              | 1940    |                  | 85-043          |                               |              |                   |
| Slavonski Brod | 31              | 1940    |                  | 85-044          |                               |              |                   |
| Slavonski Brod | 32              | 1940    |                  | 85-045          | Denkmal Užice                 |              | Denkmal           |

| Bahngesellschaft                                      | Bahngesellschaft                              | Zeitraum      |
| ----------------------------------------------------- | --------------------------------------------- | ------------- |
| SHS                                                   | Železnice Kraljevine Srba, Hrvata i Slovenaca | 1918 bis 1929 |
| JDŽ                                                   | Jugoslovenske Državne Železnice               | 1929 bis 1954 |
| JŽ                                                    | Jugoslovenske Železnice                       | 1954 bis 1991 |
| Die Umzeichnung von SHS auf JDŽ fand erst 1933 statt. |                                               |               |